# شوزهو
شوزهو (بالصينية: 徐州市 )‏ هي مدينة على مستوى محافظة، في جمهورية الصين الشعبية، تتبع جيانغسو، تبلغ مساحتها 11,259 كيلومتر مربع، رمزها البريدي هو 221000.

## معرض صور

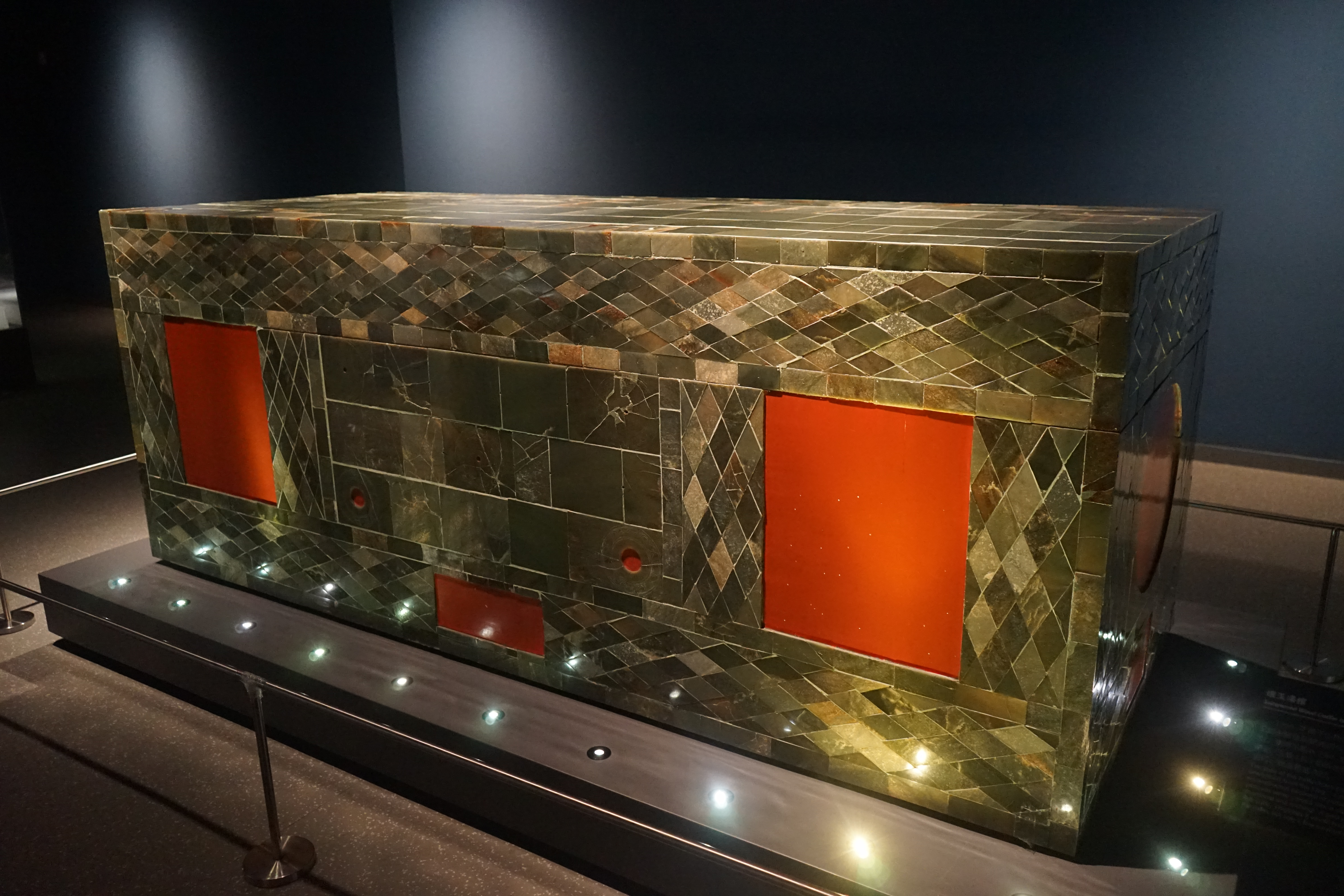
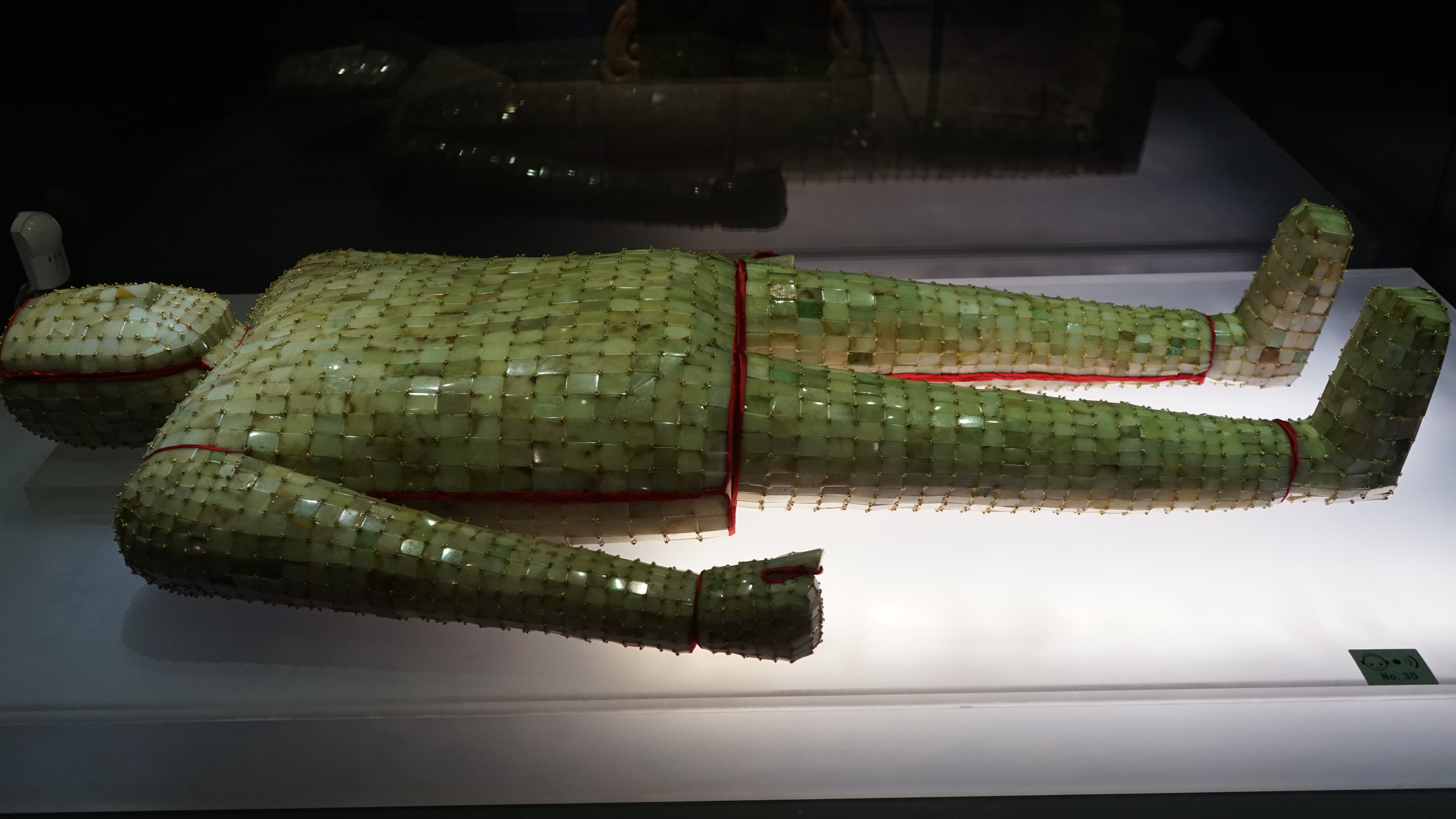
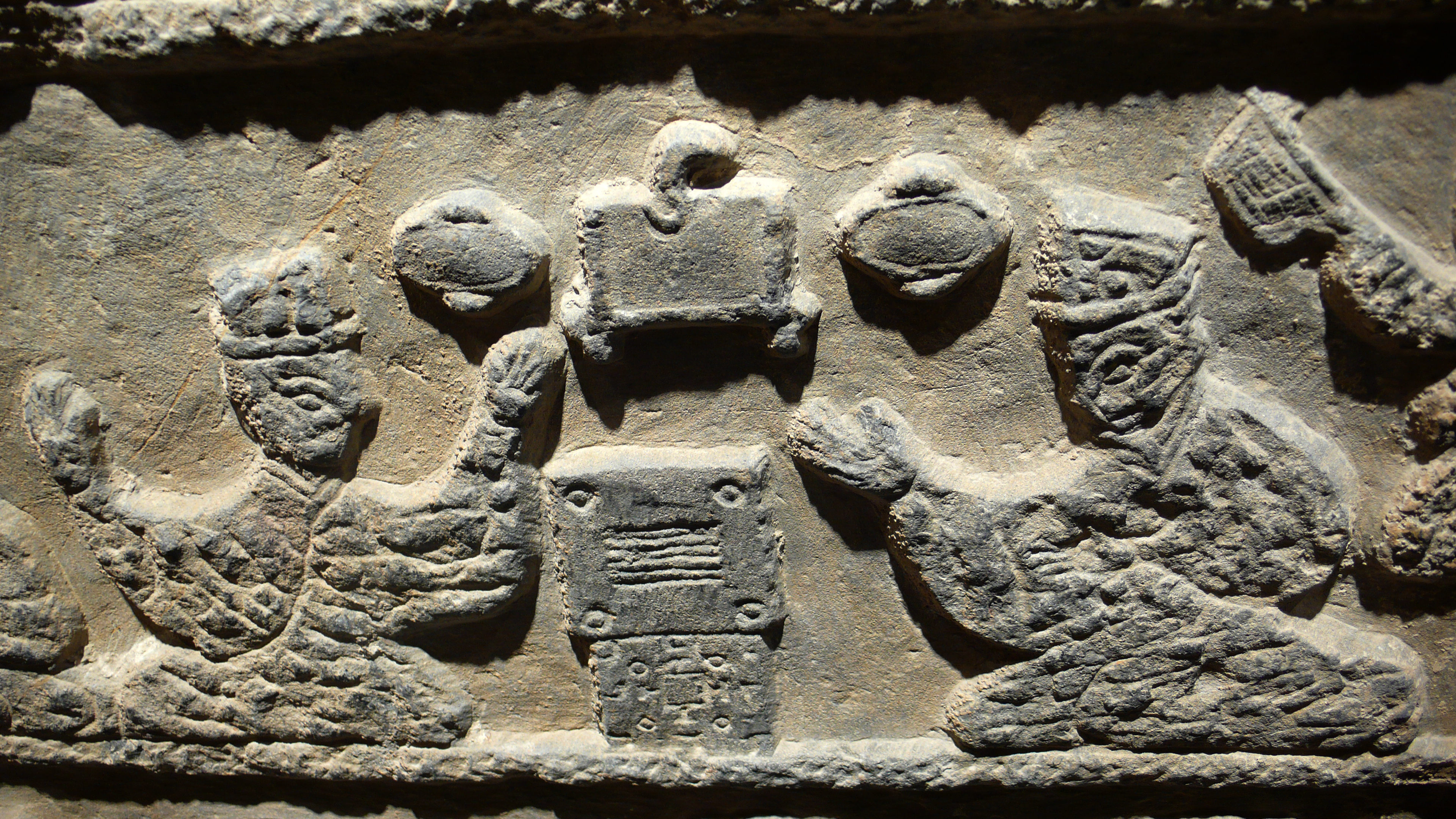

## مدن توأم
المدن التوأم:
- سانت إتيان[18]
- بوخوم
- ليوبن[19]
- إرفورت
- مورغانتاون، فيرجينيا الغربية[20]
- ريازان
- نيوآرك، نيوجيرسي
- هاندا، آيتشي
- كيروفوهراد أوبلاست
- City of Greater Dandenong [الإنجليزية]‏
- أوساسكو[21]
- جيونغيوب.

## التقسيمات الإدارية
- Gulou, Xuzhou [الإنجليزية]‏
- Yunlong, Xuzhou [الإنجليزية]‏
- Jiawang, Xuzhou [الإنجليزية]‏
- Quanshan, Xuzhou [الإنجليزية]‏
- Tongshan, Xuzhou [الإنجليزية]‏
- Feng County, Jiangsu [الإنجليزية]‏
- Pei County [الإنجليزية]‏
- Suining County, Jiangsu [الإنجليزية]‏
- شينيى  [لغات أخرى]‏
- بيجو  [لغات أخرى]‏.

## أعلام
- صن كي
- شي كي
- يانغ فان
- سن وي
- ليانغ تشن